# Disney+
Disney+ (vyslovované jako Disney Plus) je americká předplacená služba pro streamování videa na vyžádání vlastněná a spravovaná společností Media and Entertainment Distribution, která je divizí The Walt Disney Company. Služba se primárně zaměřuje na distribucí filmů a televizních seriálu produkovaných studii Walt Disney Studios a Walt Disney Television. Nabízí také tvorbu značek Star Wars, Marvel, National Geographic, Pixar a v některých regionech i Star. Na službě jsou mimo jiné zveřejňovány i nové filmy a televizní seriály.
Disney+ používá technologie vyvinuté společností Disney Streaming Services, která byla založena roku 2015 pod názvem BAMTech a později se odloučila od společnosti MLB Advanced Media (MLBAM). Disney zvýšilo v roce 2017 svůj podíl v BAMTechu, aby v něm drželo majoritní podíl. Postupně také začalo převádět jeho vlastnictví pod dceřinou společnost DTCI, a to v rámci podnikové restrukturalizace, jež souvisela s akvizicí studia 21st Century Fox.
Vzhledem k tomu, že společnost BAMTech pomohla začátkem roku 2018 spustit službu ESPN+ a v roce 2019 vypršela distribuční smlouva mezi Disneym a Netflixem, rozhodlo se Disney využít příležitosti a s pomocí technologie vyvinuté pro ESPN+ vytvořilo vlastní streamovací službu. Výroba exkluzivních filmů a televizních seriálů pro službu započala na konci roku 2017.
Dne 12. listopadu 2019 bylo Disney+ spuštěno ve Spojených státech, Kanadě a Nizozemsku. Následujícího týdne se rozšířilo do Austrálie, Portorika a na Nový Zéland. Do vybraných evropských zemích se služba rozšířila 24. března 2020 a v dubnu se stala dostupnou v Indii, a to prostřednictvím streamovací služby Hostar společnosti Disney, jež byla následně představena pod jménem Disney+ Hotstar. V září 2020 se Disney+ rozšířilo do dalších států Evropy a v listopadu téhož roku do Latinské Ameriky. V květnu 2022 se služba rozšířila do Jihoafrické republiky, v červnu byla spuštěna v dalších zemích Afriky, západní Asie a Evropy a na konci roku v dalších zemích jihovýchodní Asie.
Služba byla po svém spuštění pozitivně hodnocena, a to zejména její nabídka televizních a filmových titulů. Byla však negativně kritizována za technické problémy. Pozornost médií vzbudily také produkční změny v oněch titulech. Během prvního dne si Disney+ předplatilo na 10 milionů lidí. K dubnu 2022 čítala služba 137,7 milionů předplatitelů.

## Historie

### 2015–2019
Na konci roku 2015 spustila společnost Disney ve Spojeném království službu DisneyLife, aby otestovala tamější trh se streamovacími službami. Služba byla nakonec 24. března 2020 nahrazena Disney+.
V srpnu 2016 odkoupilo Disney minoritní podíl v technologické firmě BAMTech za 1 miliardu dolarů. Získalo také možnost odkoupení hlavního podílu v budoucnu. Po koupi bylo mediální společností ESPN oznámeno, že má plány na vytvoření nové over-the-top služby (ESPN+), která nahradí stávající přímé televizní služby. Dne 8. srpna 2017 navýšilo Disney svůj podíl za 1,58 miliardy dolarů v BAMTech na 75 %. Zároveň s tím oznámilo vznik nové streamovací služby. Tu společnost zakládá kvůli končící smlouvě s Netflixem v roce 2019. Brzy nato byla Agnes Chu, výkonná ředitelka pro příběhy a franšízy v divizi Walt Disney Imagineering, dosazena na post senior viceprezidentky obsahu. Chu vedla před plným spuštěním nové služby dva projekty. V prvním si Disney potřebovalo ověřit, který obsah lze ihned, fyzicky a legálně zpřístupnit na streamovací službě. To znamenalo fyzicky zkontrolovat všechen obsah z Disneyho trezoru, který neprošel filmovou restaurací, a zhodnotit „pořadače kusů papírů s právními dohodami“, aby identifikovalo možné překážky. V druhém projektu se Chu setkala s představiteli různých produkčních divizí společnosti Disney, se kterými diskutovala o tom, jaké projekty by byly vhodnější k vydání na streamovací službě nežli kinech. Chu odešla v srpnu 2020 ze společnosti.
V prosinci 2017 projevilo Disney zájem o koupi většinového majetku společnosti 21st Century Fox v ceně přes 50 miliard dolarů. Tato aktivizace byla určena k podpoře jeho streamovací služby a produktů. Prodej byl dokončen 20. března 2019.
V lednu 2018 bylo oznámeno, že Kevin Swint, bývalý výkonný ředitel Applu a Samsungu, se stane senior viceprezidentem a generálním ředitelem připravované služby a bude přímo podřízen Michaelu Paullovi, který je výkonným ředitelem BAMTechu a stará se o vývoj. V březnu 2018 došlo k reorganizaci vyšší divizní části společnosti Disney a vznikla nová divize Walt Disney Direct-to-Consumer & International, pod jejíž správou funguje dceřiná společnost BAMTech, která se stará o „všechny spotřebitelské produkty a technologie.“ V červnu 2018 byl Ricky Strauss, dlouholetý prezident marketingu Walt Disney Studios Motion Pictures, dosazen na post prezidenta obsahu a marketingu. Je však přímo podřízen Kevinu Mayerovi, předsedovi divize Disney Direct-to-Consumer and International. V lednu 2019 byl Joe Earley, provozní ředitel (CCO) Fox Television Group, jmenován výkonným viceprezidentem marketingu a provozu. V červnu 2019 se Matt Brodlie stal senior viceprezidentem vývoje mezinárodního obsahu. V srpnu 2019 byl Luke Bradley-Jones najat na post senior viceprezidenta spotřebitelské sekce Disney+ a generálního ředitele Disney+ v Evropě a Africe.
Dne 8. listopadu 2018 Bob Iger, výkonný ředitel společnosti Disney, ohlásil, že se služba bude jmenovat Disney+ a bude spuštěna ke konci roku 2019. Disney+ mělo být původně spuštěno v září, 11. dubna 2019 však bylo Disneym oznámeno, že spuštění proběhne až 12. listopadu 2019. Disney zároveň uvedlo, že plánuje v následujících dvou letech rozšířit působení své služby. Začátkem roku 2020 do západní Evropy a Asie/Pacifiku a koncem roku 2020 do východní Evropy a Latinské Ameriky. Načasování těchto mezinárodních spuštění je však ovlivněno stávajícími smlouvami zahrnující vysílání filmového a televizního obsahu společnosti. Dne 6. srpna 2019 Iger uvedl, že bude možné zakoupit Disney+, ESPN+ a Hulu (s reklamami) v balíčku za 12,99 dolarů měsíčně. V srpnu 2019, na dvacátém třetím Disney Expu, spustilo Disney předplatné služby Disney+, které je zlevněno po následující tři roky.
Dne 12. září 2019 byla v Nizozemsku spuštěna zkušební verze Disney+ s omezenou nabídkou. Testovací fáze pokračovala až do 12. listopadu, kdy byly zkušební účty uživatelů přepnuty na placenou verzi. Disney+ bylo možné předobjednat ve Spojených státech od září 2019. Po spuštění ji mohou zájemci vyzkoušet na sedm dní zdarma.
V říjnu 2019 zveřejnilo Disney na platformě YouTube trailer s délkou 3 a půl hodiny, který shrnul prvotní obsah při spuštění služby. Bylo také uvedeno, že Disney zakázalo reklamy propagující konkurenční Netlifx na všech svých televizních platformách a službách kromě ESPN.
Disney+ bylo spuštěno dne 12. listopadu 2019 tichomořského nočního času ve třech státech. V den spuštění hlásili uživatelé problémy s přihlašováním (přibližně 33 %), přístupem k obsahu (přibližně 66 %), nastavením profilu a seznamem sledovaných seriálů a filmů. Některé z těchto problému nastaly kvůli samotným platformám třetích stran.
Dne 18. listopadu 2019 bylo internetovým portálem ZDNet publikováno vyšetřování, které odhalilo, že tisíce uživatelských účtů byly hacknuty a informace ukradeny pomocí keyloggeru a malwaru. Jejich emailové adresy a hesla byly změněny a osobní a přihlašovací informace byly dány k prodeji na dark webu.

### 2020–dosud
Dne 12. března 2020 byla Vanessa Morrisonová, která dříve pracovala na pozici prezidentky Fox Family a Fox Animation, jmenována prezidentkou streamování, a to produkční společnosti Walt Disney Studios Motion Picture Production. Zároveň bude dohlížet na vývoj a produkci filmů služby Disney+ divize Walt Disney Studios, tedy studií Walt Disney Pictures a 20th Century Studios. Morrisonová je přímo podřízená Seanu Baileymu, prezidentu Walt Disney Pictures.
Dne 12. října 2020 Disney ohlásilo, že se rozhodlo reorganizovat mediální odvětví a zaměřit se na streamování. V následujících letech plánuje přidat další obsah na Disney+ a na své další streamovací služby (jako je například Hulu).
Dne 10. prosince Disney oznámilo, že služba Disney+ dosáhla rok po svém spuštění 86,8 milionu předplatitelů. K lednu 2021 mělo službu předplacenou 94,9 milionu uživatelů. V lednu téhož roku opustil Walt Disney Company dosavadní prezident služby Ricky Strauss.
V březnu 2021 Disney oznámilo, že 26. března bude předplatné služby zdraženo. Ve druhém kvartálu roku 2021 přibylo na Disney+ 8,7 milionu předplatitelů.
V srpnu 2021 CEO společnosti Disney Bob Chapek naznačil, že by v budoucnu mohlo dojít ke spojení služeb Hulu a Disney+ a vytvoření tak komplexnější streamovací služby. Zmínil, že by společnost mohla nakonec upustit od svého streamovacího balíčku, který tvoří služby Disney+, Hulu a ESPN+.
Disney 4. března 2022 oznámilo, že do konce roku 2022 plánuje ve Spojených státech spustit levnější předplatné s podporou reklam. V roce 2023 by se mělo toto předplatné rozšířit i do dalších států.
V květnu 2022 společnost oznámila, že za první tři měsíce roku 2022 získala 7,9 milionu předplatitelů.

## Nabídka

Logo produkce Disney+ Original

Disney+ je založeno na televizní a filmové produkci hlavních studiích společnosti Disney, včetně Walt Disney Pictures, Walt Disney Animation Studios, Disneynature, Disneytoon Studios, Pixar, Marvel Studios, Lucasfilm, National Geographic, 20th Century Fox Animation a Blue Sky Studios, a vybraných filmů studií 20th Century Fox, Fox Searchlight Pictures, Saban Entertainment, Touchstone Pictures a Hollywood Pictures. Služba působí souběžně s Hulu, ve které získalo Disney po akvizici společnosti 21st Century Fox většinový podíl. Bob Iger uvedl, že se Disney+ bude zaměřovat hlavně na rodinnou zábavu (nebude tak obsahovat filmy a seriály s hodnocením R a NC-17 nebo TV-MA) a Hulu se bude nadále zabývat „obecnou“ zábavou. Hulu také nabízí Disney+ ve formě doplňkové služby. Později byl do služby přidán obsah určený pro dospělé publikum, včetně původního seriálu Disney+ The Beatles: Get Back (2021), který obsahuje tzv. trigger warning (upozornění na možný nevhodný obsah), a komiksových seriálů od Marvelu z produkce Netflixu, jež jsou všechny hodnoceny TV-MA. Po přidání těchto seriálů byla v březnu 2022 ve Spojených státech upravena rodičovská kontrola, která umožňuje přidání dospělejšího obsahu; podobným způsobem funguje kontrola v jiných regionech, kde je k dispozici portál Star.

### Obsah
Odhaduje se, že Disney+ obsahuje přibližně 7000 dílů televizních seriálu a 500 filmů, a to včetně seriálových a filmových titulů televizních stanic Disney Channel a Freeform a vybraných titulů 20th Television a ABC Signature. Nová tvorba studia 20th Century Studios (jako je například film Špióni v převleku společnosti Blue Sky a další) nebude na Disney+ nebo Hulu dostupná, a to kvůli stávajícím smlouvám s jinými prémiovými televizními a streamovacími poskytovateli (například s HBO ve Spojených státech až do roku 2022, Crave v Kanadě a s Sky ve Spojeném království, Irsku, Itálii a Německu). Captain Marvel, Dumbo a Avengers: Endgame se staly prvními celovečerními filmy exkluzivně zveřejněnými na Disney+.
Bylo oznámeno, že při spuštění služby Disney+ bude exkluzivně dostupných prvních 30 řad seriálu Simpsonovi. 31. řada seriálu byla do nabídky služby ve Spojených státech přidána 2. října 2020 a 32. řada 29. září 2021.
Bob Iger uvedl, že na službě bude nakonec dostupný všechen obsah společnosti Disney, včetně filmů nacházejících se v tzv. „Disneyho trezoru“. Prohlásil však, že kontroverzní film Song of the South (1946), který nebyl nikdy za dobu své existence vydán ve Spojených státech na domácím videu, nebude zveřejněn na službě. Film Make Mine Music (1946) z produkce společnosti Walt Disney Animation Studios není na službě k dispozici, pravděpodobně kvůli scéně s přestřelkou, což z něj dělá jediný animovaný film od Disneyho, který na ní není zahrnut. Ze služby bylo ve Spojených státech odebráno nejméně pět filmů – Sám doma, Sám doma 2: Ztracen v New Yorku, Piráti z Karibiku: Na vlnách podivna, Doba ledová a Garfield 2 –, přestože na ní byly dostupné od začátku jejího spuštění.
Zpočátku nebylo jasné, zda bude při spuštění služby ve Spojených státech k dispozici prvních šest filmů ze série Star Wars, protože americká práva na streamování franšízy vlastnila až do roku 2024 společnost TBS. Dne 11. dubna 2019 však bylo oznámeno, že filmy budou spolu se Star Wars: Síla se probouzí a Rogue One: Star Wars Story dostupné při jejím spuštění. Star Wars: Poslední z Jediů byl do nabídky přidán 26. prosince 2019, Star Wars: Vzestup Skywalkera 4. května 2020 a Solo: Star Wars Story 10. července 2020. Dne 2. dubna 2021 bylo na službě vydáno několik starších Star Wars spin-offů.
Většina filmů mediální franšízy Marvel Cinematic Universe byla ve Spojených státech dostupná při spuštění služby, sedm z nich však ne. Streamovací práva k filmům Thor: Ragnarok (přidáno 5. prosinec 2019), Black Panther (přidáno 4. březen 2020), Avengers: Infinity War (přidáno 25. červen 2020) a Ant-Man a Wasp (přidáno 14. srpen 2020) vlastnil Netflix. Společnosti Universal Pictures (Hulk) a Sony Pictures (Spider-Man) pak vlastní distribuční práva k filmům Neuvěřitelný Hulk , Spider-Man: Homecoming a Spider-Man: Daleko od domova, jež z toho důvodu nejsou dostupné na Disney+.
Některé filmy byly společností Disney upraveny: závěrečná potitulková scéna z Toy Story 2: Příběh hraček byla vystřihnuta; nahota ve filmu Žbluňk! byla odstraněna přidáním digitálních vlasů a ochlupení a oříznutím a rozostřením některých scén; z filmů, jako je Noční dobrodružství, Free Solo a Hamilton, byly odstraněny nadávky; Dobrodružství Bullwhipa Griffina (1967) bylo kvůli rasovým pomlouvám sestříháno a krátkometrážní film Santa's Workshop (1932) byl sestříhán, aby se z něj odstranila „stereotypická černá panenka“. Některé staré filmy, seriály a animované kraťasy mají na Disney+ v sekci podrobnosti informaci, jež sledující upozorňuje na používání zastaralých kulturních zobrazení. Od října 2020 se na počátku některých klasických Disney filmů, jako jsou Petr Pan, Dumbo, Aristokočky, Lady a Tramp, Kniha džunglí a Aladin (spolu s dvěma direct-to-video pokračováními), přehrává 12sekundové upozornění informující diváky o rasově nevhodných scénách. K lednu 2021 navíc nešlo některé z těchto filmů zhlédnout na dětských profilech, na běžných profilech však dostupné stále byly. Film X-Men: Budoucí minulost (2014) od studia 20th Century Fox započal necenzurované vysílání v polovině roku 2020, přestože obsahuje jak nahotu, tak vulgární slovo fuck. V některých seriálech chybí díly, jako je například Detektiv Duck, Malá mořská víla, The Proud Family, Phineas a Ferb, Spider-Man and His Amazing Friends, The Muppet Show, Simpsonovi a další. Všechny díly se Stoney Westmorelandem v seriálu Andi Mack jsou na službě zakázány.
Dne 22. listopadu 2021 se společnosti Disney a WarnerMedia dohodly na změně již existující dohody HBO s Foxem, jež umožní službám Disney+ nebo Hulu a HBO Max sdílet streamovací práva na polovinu filmů z produkce 20th Century Studios a Searchlight Pictures po dobu jednoho roku. Dohoda skončí na konci roku 2022, kdy připadnou veškerá práva na distribuci filmů společnosti Disney. Prvním filmem vydaným v rámci této dohody se stal Rozbitý robot Ron, jenž byla na Disney+ a HBO Max zveřejněn 15. prosince 2021.

### Fikční obsah
Původním cílem služby bylo vytvořit čtyři až pět filmů a pět televizních seriálu s rozpočtem mezi 25–100 miliony dolarů. V lednu 2019 bylo ohlášeno, že Disney utratí na novém obsahu až 500 milionů dolarů. Na Disney+ byly či budou zveřejněny nové seriály a filmy značek Star Wars a Marvel. V rámci vesmíru Star Wars se jedná o televizní seriál Mandalorian a jeho spin-offy Boba Fett: Zákon podsvětí a Ahsoka, sedmou řadu animovaného seriálu Star Wars: Klonové války a jeho spin-off Vadná várka, televizní seriály Obi-Wan Kenobi, Andor, Skeleton Crew, The Acolyte a Lando. V rámci franšízy Marvel Cinematic Universe vznikly hrané televizní seriály WandaVision a její spin-off Agatha: Coven of Chaos, Falcon a Winter Soldier, Loki, Hawkeye a jeho spin-off Echo, Moon Knight, Ms. Marvel, She-Hulk: Neuvěřitelná právnička, Tajná invaze, Ironheart, Daredevil: Born Again a animované seriály Co kdyby…?, Já jsem Groot, Marvel Zombies, X-Men '97 a Spider-Man: Freshman Year.
V lednu 2019 Disney+ objednalo seriál Diary of a Female President od studia CBS Television Studios. Jedná se o první seriál produkční společnosti, která není v majetku Disney.
Na Disney+ se měl objevit také seriálový remake filmu Všechny moje lásky. V dubnu 2019 však bylo oznámeno, že by měl být zveřejněn na Hulu, a to s odvoláním na produkční štáb seriálu, dle kterého byl rodinný obsah Disney+ v rozporu s jejich kreativní vizí. Seriál Já, Victor, spin-off filmu Já, Simon, byl z podobného důvodu přesunut v únoru 2020 z Disney+ na Hulu.
V srpnu 2019 Bob Iger uvedl, že filmy studia 20th Century Fox, jako jsou Sám doma, Noc v muzeu, Deník slabocha anebo Dvanáct do tuctu, budou rebootovány pro nové generace a budou exkluzivně zveřejněné na Disney+ divizí Fox Family.
Nové díly většiny seriálu vychází týdně a ne všechny najednou. Od 15. listopadu 2019 do 25. června 2021 vycházely díly nových seriálů v pátek v 0:01 PT (9:01 SEČ), od 9. června počínaje premiérou seriálu Loki vychází ve středu.
Dne 25. prosince 2020 byl celovečerní film Duše od studia Pixar vydán na Disney+ jako původní film. Následující dva filmy, Luca a Proměna, byly na službě rovněž vydány jako původní filmy.

### Dokumentární obsah
Disney plánuje zařadit do nabídky své služby „faktický televizní obsah“ a docílit „nalezení ducha Disney v každodenních příbězích, inspirování naděje a vzbuzení zvědavosti publika všech věkových kategorií.“ Některé z těchto seriálu budou založeny na známých značkách vlastněných Disney. Příkladem je dokumentární minisérie zaměřující se na studia Disney a jejich filmovou produkci (například na tvorbu animovaného filmu Ledové království II), tematická kuchařská soutěž Be Our Chef, Cinema Relics (dokumentární seriál o ikonických kostýmech a rekvizitách použitých v Disney filmech), Marvel's Hero Project (seriál, jenž představí „inspirativní děti, kteří zasvětily svůj život nezištným činům statečnosti a laskavosti“) a dokumentární seriál The Imagineering Story režisérky Leslie Iwerks pojednávající o práci a historii společnosti Walt Disney Imagineering. National Geographic také produkovalo dokumentární seriál Magic of the Animal Kingdom, jenž sleduje práci pečovatelů zvířat v parku Disney's Animal Kingdom a akváriu v Epcot, a seriál The World According to Jeff Goldblum.
Disney podepsalo dvouletou smlouvu s dokumentárním studiem Supper Club (S Brianem McGinnem, Davidem Gelbem a Jasonem Stermanem, jež jsou producenty seriálu Šéfkuchařův stůl od Netflixu), které pro službu vytvoří dokumentární seriál o ochraně životního prostředí Earthkeepers a seriál o kulturním a společenském dopadu postav komiksů Marvel zvaný Marvel's 616. Dalšími dokumentárními seriály jsou Encore! (od producentky Kristen Bellové, v němž se znovu shledávají herci ze středoškolských muzikálových titulů, aby znovu zopakovali své role), (Re)Connect (reality show od producentů Markuse Consuelose a Kelly Ripaové ze studia Milojo Productions), Rogue Trip (cestovatelský seriál s Bobem Woodruffem a jeho synem Mackem v hlavních rolích) a soutěž Shop Class.
Dne 8. dubna 2022 bylo oznámeno, že taneční show Dancing with the Stars přechází ze stanice ABC na Disney+.

### Souběžné vydávání

#### Premier Access

Logo služby Premier Access

Hraná adaptace stejnojmenného animovaného filmu Mulan měla ve vybraných zemích premiéru 4. září 2020, a to prostřednictvím služby Premier Access za příplatek 29,99 dolarů. Dne 4. prosince byl pak film zpřístupněn zdarma všem předplatitelům služby. Druhým filmem uvedeným prostřednictvím Premier Access se stal Raya a drak, jenž se na službě objevil 5. března 2021, tedy ve stejný den jako měl premiéru v kinech. Všem uživatelům byl zpřístupněn 4. června. V březnu 2021 Disney oznámilo, že filmy Cruella a Black Widow budou uvedeny jak v kinech, tak prostřednicím Premier Access. V květnu téhož roku Disney ohlásilo, že stejným způsobem bude uveden film Expedice: Džungle.

#### Vydávání na televizních stanicích
V září 2021 bylo oznámeno, že společnost Disney zahájila novou strategii ve vydávání televizních seriálů; epizody některých seriálů budou mít na Disney+ předpremiéru před oficiálním uvedením v televizi. Prvním seriálem vydaným v rámci této strategie se stal Molly a duch, jehož 3. až 5. epizoda byla na službě zveřejněna 6. října 2021. Třetí, závěrečná řada seriálu Fancy Nancy měla celá premiéru na Disney+ spolu s prvním dílem odvysílaným na stanici Disney Junior dne 12. listopadu 2021.
V listopadu 2021 bylo ohlášeno, že původní film stanice Disney Channel Zase Vánoce? bude uveden 3. prosince 2021 na službě Disney+ i v televizi a stane se tak prvním filmem, jež bude uveden tímto způsobem.

### Obsah třetích stran
Dne 21. dubna 2021 uzavřelo Disney se Sony Pictures několikaletou smlouvu, v rámci níž budou filmy společnosti Sony zveřejněny na Disney+ a Hulu. Jedná se například o franšízy Spider-Man a Jumanji a anime tituly z nabídky společností Funimation a Crunchyroll, jako je Šingeki no kjodžin a Fate/stay night: Unlimited Blade Works.
Dne 18. listopadu 2021 Disney oznámilo, že filmy ze série Paddington od studia StudioCanal budou ve Spojeném království a Irsku vydány na Disney+.
Vybrané televizní pořady produkované společnostmi třetích stran a vysílané na televizních kanálech vlastněných společností Disney, včetně seriálů Kouzelná Beruška a Černý kocour od Zagtoonu, Pyžamasky od eOne a Bluey od BBC Studios, jsou dostupné na Disney+ v několika zemích po celém světě.
Disney+ a Hulu společně vyprodukovaly zatím dvouřadou reality show Tajné životy mormonských žen.

## Podporované platformy a služby
Disney+ je možné spustit na internetových stránkách na počítačích se systémy Windows a macOS, v aplikacích zařízení se systémem iOS a Apple TV od Appleu, v mobilních zařízeních se systémem Android a Android TV, v zařízeních Amazonu jako je Fire TV a Fire HD, dále v Chromecastu, Chromebooku, chytrých televizích Samsung, LG a Vizio, zařízeních Roku, Xfinity Flex, Sky Q, zařízeních Now TV, herních konzolích PlayStation 4, PlayStation 5, Xbox One a Xbox Series X/S a ve Windows 10 a Windows 11. Obsah služby je dostupný také v aplikacích Apple TV a Google TV.
Služba je dostupná i pro zrakově a sluchově postižené uživatele; nabízí například skryté titulky a zvukový popis se zvukovým navigačním asistentem.
Disney+ nabízí možnost přihlášení sedmi různých uživatelů na jeden účet, sledování seriálů a filmů na čtyřech zařízeních zároveň a neomezené stahování pro offline sledování. Obsah si je možné spustit i v rozlišení 4K Ultra HD v Dolby Vision a HDR10 s prostorovým zvukem Dolby Atmos, a to na zařízeních, které dané možnosti podporují. Starší obsah a nové tituly služby jsou dostupné v několika jazycích. Titulky a dabingy jsou k dispozici až v 16 jazycích. Značná část obsahuje je dostupná na službě Disney+ Hotstar v hindštině, indonéštině, thajštině, malajštině, tamilštině, telugštině, bengálštině, malajálamštině, kannadštině a maráthštině v indických regionech a vybraných zemích jihovýchodní Asie.
Na konci května 2020 byla do služby přidána možnost přepnout mezi poměry stran 4 : 3 a 16 : 9, a to kvůli prvotním epizodám seriálu Simpsonovi, za které byla služba zkritizována, protože je při spuštění protáhla do poměru stran 16 : 9. Disney tak učinilo, „aby garantovalo vizuální kvalitu a konzistenci napříč všemi 30 řadami“. K doplnění daného poměru muselo Disney Streaming Services „přenastavit svůj obsahový engine“ a zajistit, aby nové nastavení neporušilo fungování jiných funkcí, jako je pokračování ve sledování, seznamy sledovaných titulů a automatické přehrávání. Nechtělo totiž považovat verzi s poměrem 4 : 3 za bonusový obsah. Výsledné změny tak Disneymu umožnily použít existující zvuk, informace o titulcích, grafické části dílů a další metadata z epizod na oba poměry stran bez ohledu na to, který si uživatel vybere. Joe Rice, viceprezident mediálních produktů ve společnosti Disney Streaming Services, uvedl, že tyto změny „otevírají v budoucnosti řadu zajímavých příležitostí, jak novým způsobem prezentovat obsah“.
V září 2020 byla do služby přidána funkce GroupWatch, která umožňuje propojit až sedm různých Disney+ účtů. Diváci tak mohou společně sledovat pořady, reagovat na obsah pomocí šesti různých emodži a ovládat přehrávání pořadu pro celou skupinu. Funkce je dostupná na webových stránkách, mobilní aplikaci, chytrých televizích a propojených televizních zařízeních. Zatím je dostupná ve Spojených státech a do Evropy by se měla rozšířit na konci roku 2020. Funkce byla testována v Austrálii, Kanadě a na Novém Zélandu.
V listopadu 2021 společnosti Disney a IMAX společně oznámily, že 13 filmů z univerza Marvel Cinematic Universe obdrží na Disney+ vylepšenou verzi IMAX Enhanced, která disponuje poměrem stran 1,90 : 1 pro scény natočené v tomto formátu nebo pro něj otevřeném. Verze začala být dostupná 12. listopadu 2021, přičemž později do ní budou přidány i další funkce, jako je zvukový formát DTS. Mimo jiné si všechny tituly IMAX Enhanced zachovají další funkce standardních širokoúhlých verzí, jako je Dolby Vision a Dolby Atmos.

## Spuštění

Dostupné
Dostupné jako Disney+ Hotstar
Potvrzené spuštění
Nedostupné informace

| Datum spuštění     | Země nebo region                           | Distribuční partner                                                | Včetně Staru? |
| ------------------ | ------------------------------------------ | ------------------------------------------------------------------ | ------------- |
| 12. listopadu 2019 | Kanada                                     | žádný                                                              | ano           |
| 12. listopadu 2019 | Nizozemsko                                 | žádný                                                              | ano           |
| 12. listopadu 2019 | USA                                        | Verizon                                                            | ne            |
| 19. listopadu 2019 | Austrálie                                  | žádný                                                              | ano           |
| 19. listopadu 2019 | Nový Zéland                                | žádný                                                              | ano           |
| 19. listopadu 2019 | Portoriko                                  | žádný                                                              | ne            |
| 24. března 2020    | Irsko                                      | Sky                                                                | ano           |
| 24. března 2020    | Itálie                                     | TIM                                                                | ano           |
| 24. března 2020    | Německo                                    | Telekom                                                            | ano           |
| 24. března 2020    | Rakousko                                   | žádný                                                              | ano           |
| 24. března 2020    | Spojené království                         | Sky a O2                                                           | ano           |
| 24. března 2020    | Španělsko                                  | Movistar+                                                          | ano           |
| 24. března 2020    | Švýcarsko                                  | žádný                                                              | ano           |
| 2. dubna 2020      | Jersey                                     | žádný                                                              | ano           |
| 2. dubna 2020      | Guernsey                                   | žádný                                                              | ano           |
| 2. dubna 2020      | Ostrov Man                                 | žádný                                                              | ano           |
| 3. dubna 2020      | Indie                                      | Hotstar                                                            | ano           |
| 7. dubna 2020      | Francie                                    | Canal+                                                             | ano           |
| 30. dubna 2020     | Francouzská Guyana                         | Canal+ Caraïbes                                                    | ano           |
| 30. dubna 2020     | Francouzské Antily                         | Canal+ Caraïbes                                                    | ano           |
| 30. dubna 2020     | Monako                                     | žádný                                                              | ano           |
| 30. dubna 2020     | Nová Kaledonie                             | Canal+ Calédonie                                                   | ano           |
| 30. dubna 2020     | Wallis a Futuna                            | Canal+ Calédonie                                                   | ano           |
| 11. června 2020    | Japonsko                                   | NTT Docomo                                                         | ano           |
| 5. září 2020       | Indonésie                                  | Hotstar, Telkomsel a Telkom Indonesia                              | ano           |
| 15. září 2020      | Belgie                                     | žádný                                                              | ano           |
| 15. září 2020      | Dánsko                                     | žádný                                                              | ano           |
| 15. září 2020      | Finsko                                     | žádný                                                              | ano           |
| 15. září 2020      | Grónsko                                    | žádný                                                              | —             |
| 15. září 2020      | Island                                     | žádný                                                              | ano           |
| 15. září 2020      | Lucembursko                                | žádný                                                              | ano           |
| 15. září 2020      | Norsko                                     | žádný                                                              | ano           |
| 15. září 2020      | Portugalsko                                | žádný                                                              | ano           |
| 15. září 2020      | Švédsko                                    | žádný                                                              | ano           |
| 2. října 2020      | Mauricius                                  | Canal+ Maurice                                                     | ano           |
| 2. října 2020      | Mayotte                                    | Canal+ Mayotte                                                     | ano           |
| 2. října 2020      | Réunion                                    | Canal+ Réunion                                                     | ano           |
| 17. listopadu 2020 | Anguilla                                   | Visa                                                               | ne            |
| 17. listopadu 2020 | Antigua a Barbuda                          | Visa                                                               | ne            |
| 17. listopadu 2020 | Argentina                                  | DirecTV, Mercado Libre, Telecentro, Personal a Cablevisión         | ne            |
| 17. listopadu 2020 | Aruba                                      | Visa                                                               | ne            |
| 17. listopadu 2020 | Bahamy                                     | Visa                                                               | ne            |
| 17. listopadu 2020 | Barbados                                   | Visa                                                               | ne            |
| 17. listopadu 2020 | Bolívie                                    | Visa                                                               | ne            |
| 17. listopadu 2020 | Brazílie                                   | Globoplay, Bradesco, Next, Mercado Libre a Vivo                    | ne            |
| 17. listopadu 2020 | Britské Panenské ostrovy                   | Visa                                                               | ne            |
| 17. listopadu 2020 | Curaçao                                    | Visa                                                               | ne            |
| 17. listopadu 2020 | Dominika                                   | Visa                                                               | ne            |
| 17. listopadu 2020 | Ekvádor                                    | DirecTV, Mercado Libre a Visa                                      | ne            |
| 17. listopadu 2020 | Grenada                                    | Visa                                                               | ne            |
| 17. listopadu 2020 | Guatemala                                  | Visa                                                               | ne            |
| 17. listopadu 2020 | Guyana                                     | Visa                                                               | ne            |
| 17. listopadu 2020 | Haiti                                      | Visa                                                               | ne            |
| 17. listopadu 2020 | Honduras                                   | Visa                                                               | ne            |
| 17. listopadu 2020 | Chile                                      | DirecTV, Mercado Libre a Visa                                      | ne            |
| 17. listopadu 2020 | Jamajka                                    | Visa                                                               | ne            |
| 17. listopadu 2020 | Kajmanské ostrovy                          | Visa                                                               | ne            |
| 17. listopadu 2020 | Karibské Nizozemsko                        | Visa                                                               | ne            |
| 17. listopadu 2020 | Kolumbie                                   | DirecTV, Claro, Movistar, Mercado Libre a Visa                     | ne            |
| 17. listopadu 2020 | Kostarika                                  | Visa                                                               | ne            |
| 17. listopadu 2020 | Mexiko                                     | Izzi Telecom, Mercado Libre, Telmex, Telcel, Sky, Visa a Megacable | ne            |
| 17. listopadu 2020 | Montserrat                                 | Visa                                                               | ne            |
| 17. listopadu 2020 | Nikaragua                                  | Visa                                                               | ne            |
| 17. listopadu 2020 | Panama                                     | Visa                                                               | ne            |
| 17. listopadu 2020 | Paraguay                                   | Flow a Visa                                                        | ne            |
| 17. listopadu 2020 | Peru                                       | DirecTV, Mercado Libre a Visa                                      | ne            |
| 17. listopadu 2020 | Salvador                                   | Visa                                                               | ne            |
| 17. listopadu 2020 | Svatá Lucie                                | Visa                                                               | ne            |
| 17. listopadu 2020 | Svatý Kryštof a Nevis                      | Visa                                                               | ne            |
| 17. listopadu 2020 | Svatý Vincenc a Grenadiny                  | Visa                                                               | ne            |
| 17. listopadu 2020 | Trinidad a Tobago                          | Visa                                                               | ne            |
| 17. listopadu 2020 | Turks a Caicos                             | Visa                                                               | ne            |
| 17. listopadu 2020 | Uruguay                                    | Cablevisión Flow, DirecTV, Mercado Libre a Visa                    | ne            |
| 17. listopadu 2020 | Venezuela                                  | žádný                                                              | ne            |
| 23. února 2021     | Singapur                                   | StarHub                                                            | ano           |
| 1. června 2021     | Malajsie                                   | Hotstar, Astro a Unifi (unifi TV)                                  | ano           |
| 30. června 2021    | Thajsko                                    | Hotstar, AIS                                                       | ano           |
| 12. listopadu 2021 | Jižní Korea                                | LG Uplus a KT Mobile                                               | ano           |
| 12. listopadu 2021 | Tchaj-wan                                  | Taiwan Mobile                                                      | ano           |
| 16. listopadu 2021 | Hongkong                                   | Hong Kong Broadband Network                                        | ano           |
| 18. května 2022    | Jihoafrická republika                      | DStv                                                               | ano           |
| 8. června 2022     | Alžírsko                                   | žádný                                                              | ano           |
| 8. června 2022     | Bahrajn                                    | žádný                                                              | ano           |
| 8. června 2022     | Egypt                                      | žádný                                                              | ano           |
| 8. června 2022     | Irák                                       | žádný                                                              | ano           |
| 8. června 2022     | Jemen                                      | žádný                                                              | ano           |
| 8. června 2022     | Jordánsko                                  | žádný                                                              | ano           |
| 8. června 2022     | Katar                                      | žádný                                                              | ano           |
| 8. června 2022     | Kuvajt                                     | žádný                                                              | ano           |
| 8. června 2022     | Libanon                                    | žádný                                                              | ano           |
| 8. června 2022     | Libye                                      | žádný                                                              | ano           |
| 8. června 2022     | Maroko                                     | žádný                                                              | ano           |
| 8. června 2022     | Omán                                       | žádný                                                              | ano           |
| 8. června 2022     | Palestina                                  | žádný                                                              | ano           |
| 8. června 2022     | Saúdská Arábie                             | žádný                                                              | ano           |
| 8. června 2022     | Spojené arabské emiráty                    | žádný                                                              | ano           |
| 8. června 2022     | Tunisko                                    | žádný                                                              | ano           |
| 14. června 2022    | Alandy                                     | žádný                                                              | ano           |
| 14. června 2022    | Albánie                                    | žádný                                                              | ano           |
| 14. června 2022    | Andorra                                    | žádný                                                              | ano           |
| 14. června 2022    | Bosna a Hercegovina                        | žádný                                                              | ano           |
| 14. června 2022    | Bulharsko                                  | žádný                                                              | ano           |
| 14. června 2022    | Britské indickooceánské území              | žádný                                                              | ano           |
| 14. června 2022    | Černá Hora                                 | žádný                                                              | ano           |
| 14. června 2022    | Česko                                      | žádný                                                              | ano           |
| 14. června 2022    | Estonsko                                   | žádný                                                              | ano           |
| 14. června 2022    | Faerské ostrovy                            | žádný                                                              | ano           |
| 14. června 2022    | Francouzská Polynésie                      | žádný                                                              | ano           |
| 14. června 2022    | Francouzská jižní a antarktická území      | žádný                                                              | ano           |
| 14. června 2022    | Gibraltar                                  | žádný                                                              | ano           |
| 14. června 2022    | Chorvatsko                                 | žádný                                                              | ano           |
| 14. června 2022    | Kosovo                                     | žádný                                                              | ano           |
| 14. června 2022    | Lichtenštejnsko                            | žádný                                                              | ano           |
| 14. června 2022    | Litva                                      | žádný                                                              | ano           |
| 14. června 2022    | Lotyšsko                                   | žádný                                                              | ano           |
| 14. června 2022    | Maďarsko                                   | žádný                                                              | ano           |
| 14. června 2022    | Malta                                      | žádný                                                              | ano           |
| 14. června 2022    | Pitcairnovy ostrovy                        | žádný                                                              | ano           |
| 14. června 2022    | Polsko                                     | Plus, Polsat Box, Netia a Polsat Box Go                            | ano           |
| 14. června 2022    | Rumunsko                                   | žádný                                                              | ano           |
| 14. června 2022    | Saint Pierre a Miquelon                    | žádný                                                              | ano           |
| 14. června 2022    | San Marino                                 | žádný                                                              | ano           |
| 14. června 2022    | Severní Makedonie                          | žádný                                                              | ano           |
| 14. června 2022    | Slovensko                                  | žádný                                                              | ano           |
| 14. června 2022    | Slovinsko                                  | žádný                                                              | ano           |
| 14. června 2022    | Srbsko                                     | žádný                                                              | ano           |
| 14. června 2022    | Svatá Helena, Ascension a Tristan da Cunha | žádný                                                              | ano           |
| 14. června 2022    | Svatý Martin                               | žádný                                                              | ano           |
| 14. června 2022    | Špicberky a Jan Mayen                      | žádný                                                              | ano           |
| 14. června 2022    | Řecko                                      | žádný                                                              | ano           |
| 14. června 2022    | Turecko                                    | žádný                                                              | ano           |
| 14. června 2022    | Vatikán                                    | žádný                                                              | ano           |
| 16. června 2022    | Izrael                                     | žádný                                                              | ano           |
| tba                | Filipíny                                   |                                                                    | při spuštění  |
| tba                | Vietnam                                    | Hotstar                                                            | při spuštění  |

### Uvedeno jako Disney+
Přednostně bylo Disney+ spuštěno dne 12. září 2019 ve zkušební verzi v Nizozemku. Oficiálně bylo spuštěno až 12. listopadu 2019, krátce před třetí hodinou ranní EST (9:00 SEČ), v Nizozemsku, Spojených státech a Kanadě. Dne 19. listopadu 2019 bylo Disney+ spuštěno v Austrálii, na Novém Zélandu a v Portoriku a 24. března 2020 v Rakousku, Spojeném království, Španělsku, Itálii, Německu, Irsku a Švýcarsku. Ve Spojeném království a Irsku zároveň nahradilo dosavadní službu DisneyLife. Ve Španělsku byl souběžně spuštěn televizní kanál Disney+ TV, na kterém jsou vysílány pořady z Disney+. Je exkluzivně dostupný na platformě Movistar+, jež je distribučním partnerem společnosti Disney v zemi.
V prosinci 2019 bylo oznámeno, že společnost Canal+ bude ve Francii exkluzivním distributorem služby. Ve Francii mělo k jejímu spuštění dojít 24. března 2020, nakonec však bylo přesunuto na 7. dubna téhož roku. Disney tak učinilo na žádost francouzské vlády, která o jeho odložení požádala z důvodu možného přetížení komunikačních sítí a internetu během pandemie covidu-19.
V dubnu 2020 bylo ohlášeno, že původní obsah služby Disney+ licencovala placená televize a streamovací operátor Orbit Showtime Network. V regionu Středního východu a severní Afriky je obsah dostupný v 17 státech od 9. dubna. Disney uvedlo, že „v daném regionu neplánuje v blízké budoucnosti uvést službu samostatně.“
Disney+ bylo v Japonsku uvedeno 11. června 2020 a nahradilo tím ve streamování dosavadní službu Disney Deluxe. Jeho regionálním distribučním partnerem je společnost NTT Docomo.
O pár měsíců později, dne 15. září 2020, byla služba spuštěna v Portugalsku, Belgii, Finsku, na Islandu, v Lucembursku, Norsku, Švédsku, Dánsku a Grónsku. 17. listopadu téhož roku se dočkala uvedení ve státech Karibiku a Latinské Ameriky.
Dne 23. února 2021 bylo Disney+ spuštěno v Singapuru.
Dne 12. srpna 2021 Disney ohlásilo, že v polovině roku 2022 spustí službu na Blízkém východě a v Africe. V návaznosti na toto oznámení byl veškerý původní obsah Disney+ odstraněn z televize Orbit Showtime Network, která jej v regionu vydávala od dubna 2020.
Bylo oznámeno, že se v letech 2021 až 2022 služba rozšíří také do střední a východní Evropy, Hongkongu, Tchaj-wanu, Jižní Koreje, Izraele, Jihoafrické republiky a Turecka. V Jižní Koreji a na Tchaj-wanu byla služba uvedena 12. listopadu 2021 a v Hongkongu 16. listopadu téhož roku. Do roku 2022 by mělo být Disney+ k dispozici ve více než 50 zemích a do konce roku 2023 ve více než 160 zemích.
Dne 29. března 2022 společnost Disney oznámila, že 18. května 2022 spustí službu v Jižní Africe, 8. června na Blízkém východě a v severní Africe (kromě Sýrie), 14. června ve většině zbývajících evropských zemí a 16. června v Izraeli.

### Uvedeno jako Disney+ Hotstar
V únoru 2020 Bob Iger oznámil, že společnost plánuje spustit Disney+ 29. března 2020 v Indii prostřednictvím své stávající služby Hotstar. Disney získal Hotstar, jenž je dominantní streamovací službou v zemi, po akvizici společnosti Fox v březnu 2019. Kvůli odložení soutěže Indian Premier League z důvodu pandemie covidu-19 bylo datum spuštění služby posunuto. Nakonec byla spuštěna 3. dubna 2020. O několik měsíců později, dne 5. září 2020, bylo Disney+ uvedeno prostřednictvím Hotstaru také v Indonésii.
Dne 25. února 2021 bylo ohlášeno, že služba Disney+ bude v průběhu roku 2021 spuštěna prostřednictvím Hotstaru v Malajsii, na Filipínách a v Thajsku. V Malajsii byla uvedena na trh 1. června 2021 a v Thajsku 30. června téhož roku. Datum spuštění služby na Filipínách se očekávalo začátkem roku 2022. Později se objevila zpráva, že se očekávalo spuštění služby v roce 2022 také ve Vietnamu, ale vzhledem k četným zpožděním zůstává přesné datum neznámé.
Varianta aplikace Disney+ Hotstar pro mobilní a jiná zařízení (kromě osobních počítačů) sice není označena jako Hotstar, byla však zpřístupněna pro 16 trhů regionu MENA, kde byla služba Disney+ oficiálně spuštěna 8. června 2022. Má stejné uživatelské rozhraní a přihlašovací systém jako Hotstar a nepodporuje SSO Disney ID jako mezinárodní verze aplikace Disney+.

### Portál Star
Portál s obecným obsahem Star, jenž doplňuje samotnou službu Disney+, byl spuštěn 23. února 2021 v Kanadě, Evropě, Austrálii, na Novém Zélandu a v Singapuru. Star byl přidán do služby Disney+ v Japonsku 27. října 2021 a v Jižní Koreji, na Tchaj-wanu (12. listopadu) a v Hongkongu (16. listopadu) byl dostupný při jejím spuštění.

## Přijetí
| Graf vývoje předplatitelů služby Disney+            |
| --------------------------------------------------- |
| Grafy jsou z technických důvodů dočasně nedostupné. |
| Zdroje:                                             |

Dne 13. listopadu 2019, tedy jeden den od spuštění služby, společnost Disney oznámila, že už se na službě zaregistrovalo více než 10 milionů lidí. Disney+ bylo po spuštění dobře přijato, a to zejména díky přívětivé ceně a rozsáhlé nabídce titulů. Frank Pallotta ze CNN uvedl, že „společnost [Disney] přebalila svůj cenný obsah do služby, což z ní činí na trhu vhodného společníka k ostatním službám.“ Nick Pino, redaktor časopisu TechRadar, napsal: „Pokud bude Disney přidávat do nabídky služby nový obsah, může být z Disney+, dříve než později, konkurent Netflixu.“
Uživatelé služby se po jejím spuštění setkali s technickými problémy. Stěžovali si, že dostávali zprávy informující o pádu služby a že se k ní „nelze připojit“. Mnohým z nich připadala situace otravná, protože si službu předplatili měsíce dopředu. V některých případech bylo nutné resetovat heslo, aby měli uživatelé opět přístup k obsahu.
Dalším negativem, které uživatelé objevili po spuštění služby, byla dostupnost dílů Simpsonových bez HD verze. Díly totiž byly střiženy nebo nešikovně natáhnuty, aby se vešly do širokoúhlých obrazovek s poměry stran 16 : 9. Nebyly tak prezentovány se svými původními poměry stran. Bývalá streamovací služba Simpsons World televize FXX byla po svém spuštění kritizována z podobného důvodu. V reakci na nastalou situaci Disney uvedlo, že bude možné sledovat epizody prvních 19 řad a několika dalších (od 20. řady) s poměry stran 4 : 3 nebo 16 : 9, a to počátkem roku 2020. Možnost zvolení poměrů stran byla do služby přidána 28. května 2020.
Někteří uživatelé upozornili, že se díly animovaných seriálů Simpsonovi, X-Men, Kačeří příběhy, Phineas a Ferb, Kim Possible a Avengers: Nejmocnější hrdinové světa nenacházejí ve správném pořadí. U některých seriálů dokonce epizody chybí. Další se ptali, proč se na službě nenachází rozsáhlý katalog titulů od značek, které Disney vlastní, jako jsou například starší filmy z produkce Disney, tituly stanice Disney Junior, obsah Marvelu, různá média franšízy Mupeti, a nevydaný animovaný seriál Star Wars Detours. Dne 26. června 2020 bylo pořadí epizod seriálu Kačeří příběhy opraveno a Jeff Marsh, spolutvůrce seriálu Phineas a Ferb, uvedl, že se na opravě pořadí dílů jeho seriálu pracuje.
Disney+ bylo roku 2019 ve Spojených státech nejvyhledávanějším termínem ve vyhledávači Google. V únoru 2020 Disney ohlásilo, že koncem roku 2019 si službu předplatilo 26,5 milionu lidí a 3. února 2020 činil počet předplatitelů 28,6 milionu. V dubnu 2020 mělo Disney+ 50 milionů předplatitelů, přičemž 8 milionů z nich pocházelo z Indie. Dne 4. května měla služba 54,5 milionu předplatitelů, koncem června 57,5 milionu a 4. srpna 2020 60,5 milionu. Dne 30. září si Disney+ předplatilo 73,7 milionu uživatelů a druhého prosince jejich počet dosáhl 86,8 milionu. V únoru 2021 Disney oznámilo, že Disney+ mělo 2. ledna 2021 94,9 milionu předplatitelů. Dne 9. března 2021 Disney ohlásilo, že služba překonala hranici 100 milionů předplatitelů, neuvedlo ale, v jaký den k tomu došlo. Doplnilo však, že nyní bude ohlašovat počet předplatitelů po dosažení určitých milníků, na rozdíl od zveřejňování přesných čísel každý kvartál, jako tomu dělalo doposud. V listopadu 2021 Disney oznámilo, že Disney+ mělo 2. října 2021 118,1 milionu předplatitelů. K 1. lednu 2022 mělo 129,8 milionu předplatitelů a v květnu téhož roku mělo 137,7 milionu předplatitelů.
V roce 2020 společnost Apple jmenovala Disney+ aplikací roku na Apple TV. Na iPadech byla druhou a na iPhonech třetí globálně nejstahovanější bezplatnou aplikací. Uživatelé systému Android ji na Google Play označili za nejlepší aplikaci roku 2020. V prvním pololetí roku 2021 dosáhla aplikace 125 milionů stažení.